# 勒萨克
勒萨克（法語：Le Sacq，法語發音：[lə sak]）是法国厄尔省的一个旧市镇，属于埃夫勒区。2016年1月1日，勒萨克和相邻的另外5个市镇合并为新市镇伊通河畔梅尼勒（Mesnils-sur-Iton）。

## 地理
勒萨克（48°53'27"N, 1°4'14"E）面积4.48 平方千米，位于法国诺曼底大区厄尔省，该省份为法国北部内陆省份，北起滨海塞纳省，西接奧恩省和卡爾瓦多斯省，南至厄尔-卢瓦省，东临瓦兹省、瓦兹河谷省和伊夫林省。
与勒萨克接壤的市镇（或旧市镇、城区）包括：尚特卢、芒特隆。
勒萨克的时区为UTC+01:00、UTC+02:00（夏令时）。

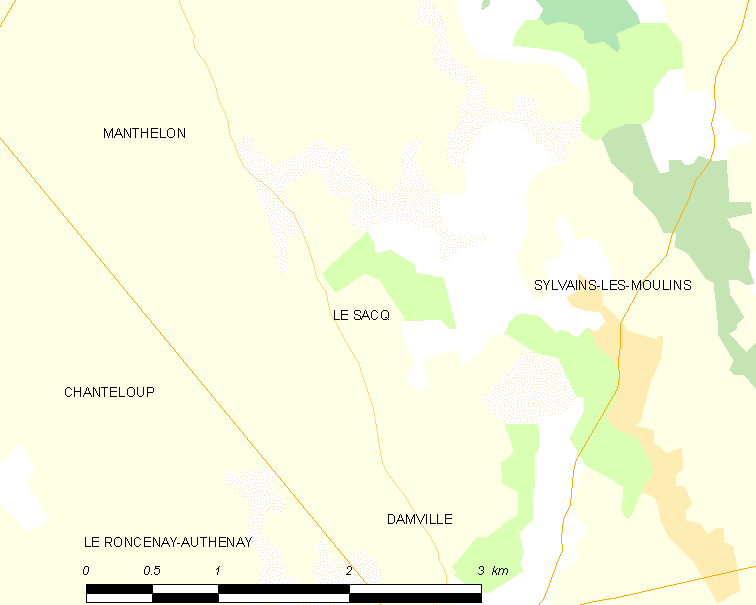
勒萨克的OSM定位图

## 行政
勒萨克的邮政编码为27240，INSEE市镇编码为27503。

## 政治
勒萨克所属的省级选区为阿夫尔河和伊通河畔韦尔讷伊县。

## 人口

1962-2008年间勒萨克人口变化图示

勒萨克于2015时的人口数量为290人。